# S-Pankki
La Banque-S (finnois : S-Pankki) est une banque de détail coopérative basée à Helsinki en Finlande.

## Présentation
La banque est la propriété de  S-ryhmä (75%) et de LähiTapiola (25%),.
En juin 2018, la S-pankki comptait 3,1 millions de clients dont 2,1 millions utilisaient une  carte de paiement.